# Taiz
Taiz (tiếng Ả Rập: تَعِزّ, đã Latinh hoá: Taʿizz) là một thành phố ở tây nam Yemen. Thành phố nằm trên Cao nguyên Yemen, gần thành phố cảng Mocha bên bờ biển Đỏ, với độ cao 1.400 mét (4.600 ft) trên mực nước biển. Thành phố là thủ phủ tỉnh Taiz. Với dân số 2.612.222 người vào năm 2014, đây là thành phố lớn thứ ba Yemen sau thủ đô Sana'a và thành phố cảng Aden. Taiz được coi là thủ đô văn hóa của Yemen.

## Lịch sử

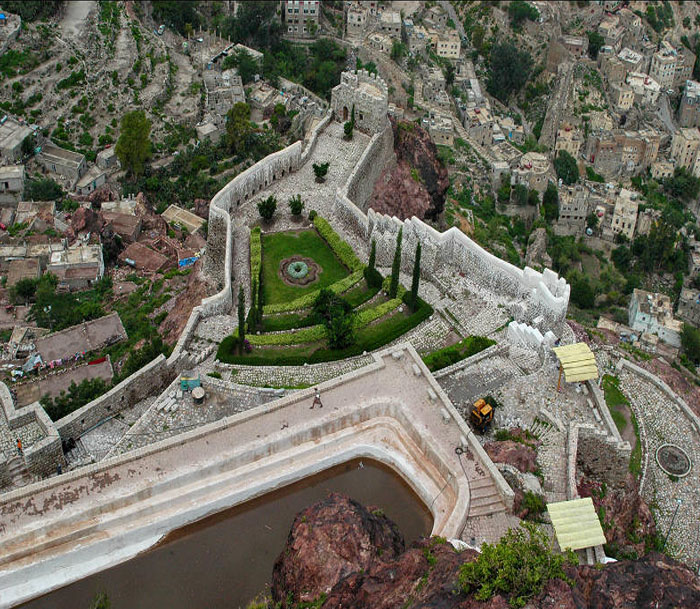
Khuôn viên Lâu đài Cairo

### Trung Cổ
Taiz được cai quản bởi Turan-Shah, anh trai của Saladin, sau khi ông chinh phục Yemen năm 1173. Turan-Shah xây dựng thành trì của mình trên ngọn đồi nhìn ra toàn cảnh khu phố cổ. Vào năm 1175, Taiz trở thành thủ đô của Yemen sau khi thành phố được sáp nhập vào các lãnh thổ thuộc nhà Ayyub của Turan-Shah.
Vị vua Rasul thứ hai, Almaddhafar (1288), thiết lập Taiz trở thành thủ đô thứ hai của nhà Rasul sau Zabid. Vào năm 1332 Ibn Battuta tới thăm Taiz và nhận xét đây là một trong những thành phố rộng lớn và xinh đẹp nhất của Yemen.
Vào năm 1500, kinh đô được chuyển về Sana'a bởi vua nhà Tahir. Vào năm 1516 Taiz về tay Đế quốc Ottoman.

### Thế kỷ 20
Vào năm 1918 người Ottoman để mất Taiz về tay Vương quốc Yemen mới thành lập.
Taiz vẫn là một thành phố được bao bọc bởi tường thành cho tới năm 1948 khi Imam Ahmed tuyên bố Taiz là thủ đô thứ hai của Yemen, tạo điều kiện mở rộng thành phố. Vào thập niên 1960, hệ thống nước sạch đầu tiên ở Yemen được mở ở Taiz. Vào năm 1962, chính quyền nhà nước quay trở lại Sana'a.

### Khởi nghĩa Yemen 2011
Trong Cách mạng Yemen, trận chiến ở Taiz kết thúc với các lực lượng chống chính phủ giành quyền kiểm soát thành phố từ tay tổng thống Ali Abdullah Saleh.
Trong Nội chiến Yemen, vào ngày 22 tháng 3 năm 2015, quân Houthis và các lực lượng trung thành với tổng thống Ali Abdullah Saleh chiếm được thành phố sau đảo chính ở Sana'a. Thành phố tiếp tục là tâm điểm của một cuộc xung đột quân sự giữa phong trào Houthis với các lực lượng của tổng thống Abdrabbuh Mansur Hadi. Liên Hợp Quốc cảnh báo về tình trạng khan hiếm lương trầm trọng và không thể cứu chữa nếu xung đột tiếp tục tái diễn. Vào tháng 8 năm 2015 đại biểu quốc hội Yemen ông Muhammad Muqbil Al-Himyari báo cáo về các cuộc tấn công của Houthi lên dân thường ở Taiz và yêu cầu viện trợ trên kênh truyền hình Suhail TV của Yemen.

## Địa lý

### Khí hậu
Taiz có khí hậu bán khô hạn nóng (phân loại khí hậu Köppen: BSh). Nhiệt độ cao trung bình ban ngày của tháng 8 là 32,5 °C (90,5 °F). Lượng mưa hàng năm của Taiz là khoảng 600 milimét (24 in), nhưng ở Jabal Sabir là khoảng 1.000 milimét (39,4 in) một năm.
| Dữ liệu khí hậu của Taiz                     | Dữ liệu khí hậu của Taiz | Dữ liệu khí hậu của Taiz | Dữ liệu khí hậu của Taiz | Dữ liệu khí hậu của Taiz | Dữ liệu khí hậu của Taiz | Dữ liệu khí hậu của Taiz | Dữ liệu khí hậu của Taiz | Dữ liệu khí hậu của Taiz | Dữ liệu khí hậu của Taiz | Dữ liệu khí hậu của Taiz | Dữ liệu khí hậu của Taiz | Dữ liệu khí hậu của Taiz | Dữ liệu khí hậu của Taiz |
| Tháng                                        | 1                        | 2                        | 3                        | 4                        | 5                        | 6                        | 7                        | 8                        | 9                        | 10                       | 11                       | 12                       | Năm                      |
| -------------------------------------------- | ------------------------ | ------------------------ | ------------------------ | ------------------------ | ------------------------ | ------------------------ | ------------------------ | ------------------------ | ------------------------ | ------------------------ | ------------------------ | ------------------------ | ------------------------ |
| Trung bình ngày tối đa °C (°F)               | 24.3 (75.7)              | 26.4 (79.5)              | 27.9 (82.2)              | 28.3 (82.9)              | 29.0 (84.2)              | 31.3 (88.3)              | 32.5 (90.5)              | 31.7 (89.1)              | 31.3 (88.3)              | 31.1 (88.0)              | 27.6 (81.7)              | 26.1 (79.0)              | 29.0 (84.2)              |
| Trung bình ngày °C (°F)                      | 17.7 (63.9)              | 19.9 (67.8)              | 22.1 (71.8)              | 23.6 (74.5)              | 24.3 (75.7)              | 25.6 (78.1)              | 26.4 (79.5)              | 25.4 (77.7)              | 24.6 (76.3)              | 24.0 (75.2)              | 21.7 (71.1)              | 20.0 (68.0)              | 22.9 (73.2)              |
| Tối thiểu trung bình ngày °C (°F)            | 11.1 (52.0)              | 13.3 (55.9)              | 16.3 (61.3)              | 18.8 (65.8)              | 19.5 (67.1)              | 19.9 (67.8)              | 20.2 (68.4)              | 19.1 (66.4)              | 17.8 (64.0)              | 16.9 (62.4)              | 15.7 (60.3)              | 13.9 (57.0)              | 16.9 (62.4)              |
| Lượng mưa trung bình mm (inches)             | 9 (0.4)                  | 12 (0.5)                 | 37 (1.5)                 | 68 (2.7)                 | 89 (3.5)                 | 73 (2.9)                 | 60 (2.4)                 | 89 (3.5)                 | 110 (4.3)                | 91 (3.6)                 | 17 (0.7)                 | 5 (0.2)                  | 660 (26.2)               |
| Nguồn 1: Hydrological Sciences               |                          |                          |                          |                          |                          |                          |                          |                          |                          |                          |                          |                          |                          |
| Nguồn 2: Journal of Environmental Protection |                          |                          |                          |                          |                          |                          |                          |                          |                          |                          |                          |                          |                          |

## Kinh tế
Taiz trước đây nổi tiếng với ngành sản xuất cà phê. Cà phê sản xuất ở Taiz được coi là một trong những loại cà phê tốt nhất trong khu vực đầu thế kỷ 20. Ngày nay cà phê vẫn là một phần quan trọng của nền kinh tế tuy nhiên xoài, lựu, cam chanh, chuối, papai, rau, ngũ cốc, hành, và lá khát cũng được trồng ở các khu vực lân cận. Taiz cũng nổi tiếng với pho mát, sản phẩm được sản xuất ở các khu vực nông thôn như Araf, Awshaqh, Akhuz, Bargah, Barah, Jumah, Mukyas, Suayra, Kamb và Hajda và được buôn bán tại các chợ al-Bab al-Kabeer và Bab Musa.
Các ngành công nghiệp có ở Taiz bao gồm dệt bông, thuộc da và sản xuất đá quý.

## Giao thông
Taiz có nhiều hệ thống đường bộ kết nối với các khu vực còn lại trên toàn quốc. Thành phố có Sân bay quốc tế Ta'izz.

## Vườn thú
Giống như Sana'a, vườn thú ở đây có các loài động vật bắt được ở tự nhiên như báo hoa mai Ả Rập, hay các động vật châu Phi như sư tử và linh dương Gazelle.